# Leichtathletik-Weltmeisterschaften 1991/3000 m der Frauen

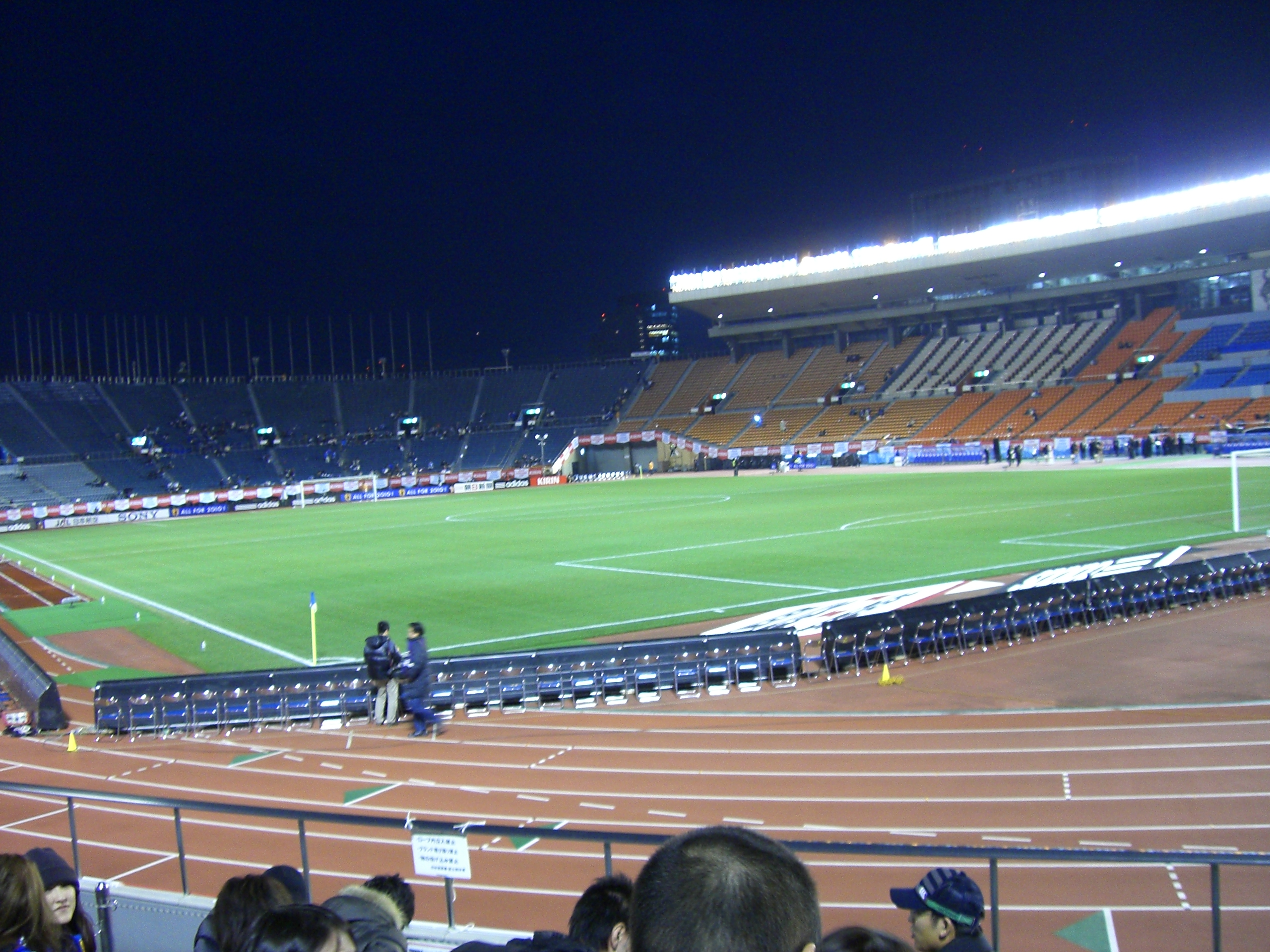
Das Olympiastadion in Tokio im Jahr 2008

Der 3000-Meter-Lauf der Frauen bei den Leichtathletik-Weltmeisterschaften 1991 wurde am 24. und 26. August 1991 im Olympiastadion der japanischen Hauptstadt Tokio ausgetragen.
Die sowjetischen Läuferinnen verzeichneten in diesem Wettbewerb einen Doppelsieg. Weltmeisterin wurde die Titelverteidigerin und Olympiasiegerin von 1988 Tetjana Samolenko, die darüber hinaus über 1500 Meter 1987 Weltmeisterin und 1988 Olympiadritte geworden war. Damit eroberte sie ihren nun schon dritten WM-Titel. Fünf Tage später wurde sie noch Vizeweltmeisterin über 1500 Meter. Silber ging an die Vizeeuropameisterin von 1990 Jelena Romanowa, die auch amtierende Europameisterin über 10.000 Meter war. Die Kenianerin Susan Sirma, bei den Afrikaspielen 1987 Siegerin über 3000 und Zweite über 1500 Meter, errang die Bronzemedaille.

## Bestehende Rekorde
| Weltrekord               | 8:22,62 min | Tatjana Kasankina | Leningrad, Sowjetunion        | 26. August 1984 |
| Weltmeisterschaftsrekord | 8:34,62 min | Mary Decker       | WM 1983 in Helsinki, Finnland | 10. August 1983 |

Der bestehende WM-Rekord wurde bei diesen Weltmeisterschaften nicht eingestellt und nicht verbessert.
Im Finale stellt die drittplatzierte Kenianerin Susan Sirma mit 8:39,41 einen neuen Afrikarekord auf.

## Vorrunde
24. August 1991, 18:20 Uhr
Die Vorrunde wurde in drei Läufen durchgeführt. Die ersten vier Athletinnen pro Lauf – hellblau unterlegt – sowie die darüber hinaus drei zeitschnellsten Läuferinnen – hellgrün unterlegt – qualifizierten sich für das Viertelfinale. Die drei Sportlerinnen, die über ihre Zeit die Berechtigung zur Teilnahme am Endlauf erwirkten, rekrutierten sich alle aus dem letzten Vorlauf, der in der Spitze zwar nicht der schnellste der drei Vorrundenrennen war, in dem jedoch die Abstände hinter den vier direkt qualifizierten Teilnehmerinnen deutlich enger waren als in den beiden Läufen zuvor.

### Vorlauf 1
| Platz | Name                | Nation      | Zeit (min) |
| ----- | ------------------- | ----------- | ---------- |
| 1     | Susan Sirma         | Kenia       | 8:46,56    |
| 2     | Jelena Romanowa     | Sowjetunion | 8:46,84    |
| 3     | Shelly Steely       | USA         | 8:48,54    |
| 4     | Roberta Brunet      | Italien     | 8:51,41    |
| 5     | Anke Schäning       | Deutschland | 8:56,02    |
| 6     | Catherina McKiernan | Irland      | 9:00,05    |
| 7     | Iulia Besliu        | Rumänien    | 9:00,72    |
| 8     | Daria Nauer         | Schweiz     | 9:05,08    |
| 9     | Khin Khin Htwe      | Myanmar     | 9:07,34    |
| 10    | Leah Pells          | Kanada      | 9:10,10    |
| 11    | Minori Hayakari     | Japan       | 9:14,02    |
| 12    | Vilma Peña          | Costa Rica  | 9:54.49    |
| 13    | Mirna El Hagg       | Libanon     | 11:34.81   |

### Vorlauf 2
| Platz | Name               | Nation              | Zeit (min) |
| ----- | ------------------ | ------------------- | ---------- |
| 1     | Yvonne Murray      | Großbritannien      | 9:00,86    |
| 2     | Ljudmila Borisowa  | Sowjetunion         | 9:00,94    |
| 3     | Päivi Tikkanen     | Finnland            | 9:00,98    |
| 4     | Annette Peters     | USA                 | 9:01,01    |
| 5     | Derartu Tulu       | Äthiopien           | 9:01,04    |
| 6     | Jana Kučeríková    | Tschechoslowakei    | 9:05,69    |
| 7     | Carmem de Oliveira | Brasilien           | 9:09,71    |
| 8     | Zheng Lijuan       | Volksrepublik China | 9:17.78    |
| 9     | Robyn Meagher      | Kanada              | 9:20,38    |
| 10    | Róisín Smyth       | Irland              | 9:40,13    |
| 11    | Ama Amewo          | Togo                | 11:17,85   |
| DNS   | Jane Ngotho        | Kenia               |            |
| DNS   | Priscilla Mamba    | Swasiland           |            |

### Vorlauf 3

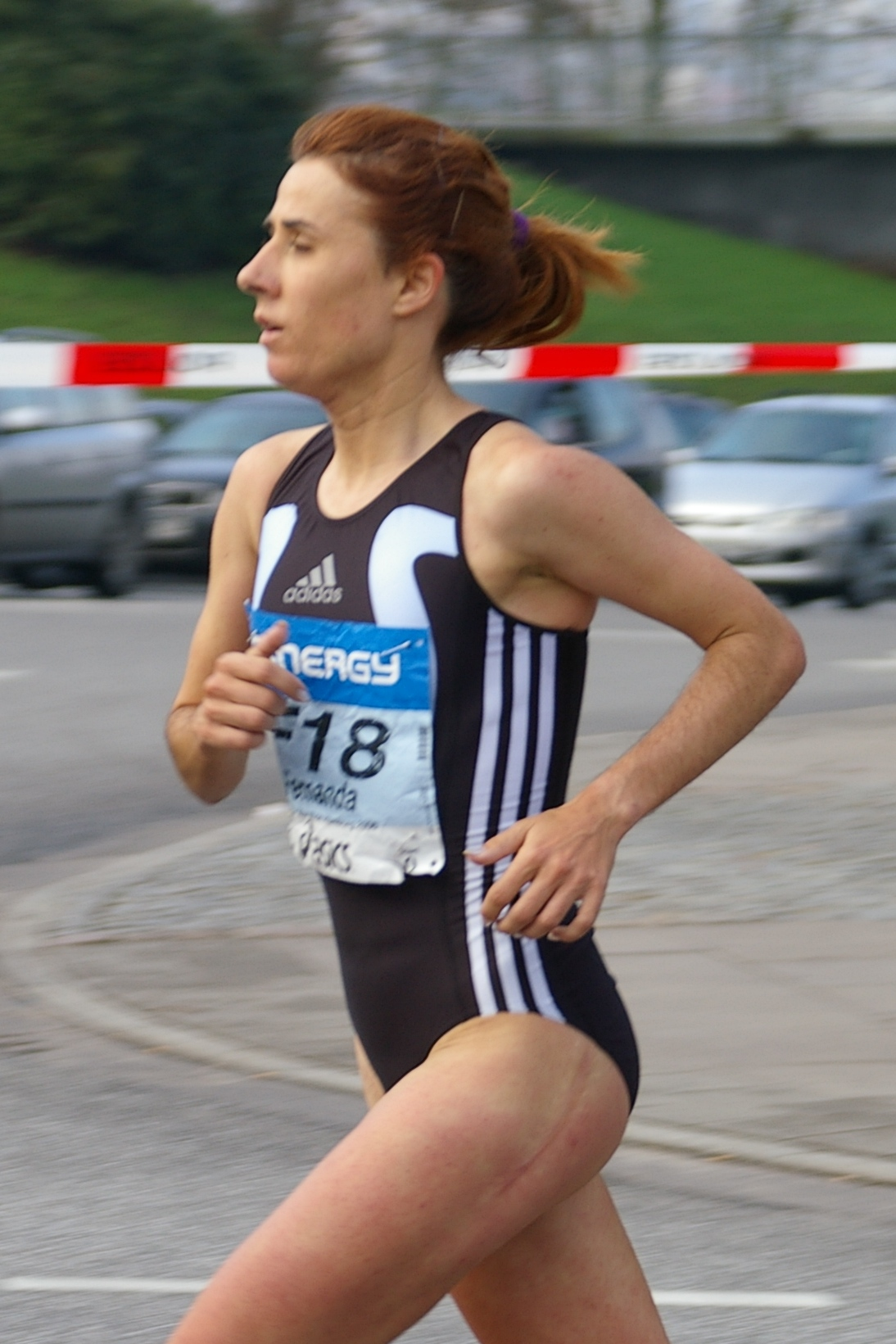
Fernanda Ribeiro (hier im Jahr 2006 bei einem Marathonlauf) scheiterte als Zehnte ihres Rennens in der Vorrunde – ihre später erfolgreiche Sportkarriere stand noch ganz am Anfang

| Platz | Name               | Nation                         | Zeit (min) |
| ----- | ------------------ | ------------------------------ | ---------- |
| 1     | Gitte Karlshoj     | Dänemark                       | 8:50,01    |
| 2     | Marie-Pierre Duros | Frankreich                     | 8:50,05    |
| 3     | Tetjana Samolenko  | Sowjetunion                    | 8:50,39    |
| 4     | Margareta Keszeg   | Rumänien                       | 8:50,61    |
| 5     | Alison Wyeth       | Großbritannien                 | 8:50,69    |
| 6     | Judi St. Hilaire   | USA                            | 8:54,19    |
| 7     | Pauline Konga      | Kenia                          | 8:54,67    |
| 8     | Jenny Lund         | Australien                     | 8:57,86    |
| 9     | Julia Vaquero      | Spanien                        | 8:58,90    |
| 10    | Fernanda Ribeiro   | Portugal                       | 9:01,90    |
| 11    | Bigna Samuel       | St. Vincent und die Grenadinen | 10:04.96   |
| 12    | Isabel Elias       | Angola                         | 10:13,42   |
| 13    | Jen Allred         | Guam                           | 10:18,44   |
| DNF   | Marie Juillet      | Haiti                          |            |

## Finale
26. August 1991, 19:25 Uhr
| Platz | Name               | Nation         | Zeit (min) |
| ----- | ------------------ | -------------- | ---------- |
| 1     | Tetjana Samolenko  | Sowjetunion    | 8:35,82    |
| 2     | Jelena Romanowa    | Sowjetunion    | 8:36,06    |
| 3     | Susan Sirma        | Kenia          | 8:39,41 AF |
| 4     | Päivi Tikkanen     | Finnland       | 8:41,30    |
| 5     | Margareta Keszeg   | Rumänien       | 8:42,02    |
| 6     | Roberta Brunet     | Italien        | 8:42,64    |
| 7     | Judi St. Hilaire   | USA            | 8:44,02    |
| 8     | Annette Peters     | USA            | 8:44,02    |
| 9     | Gitte Karlshoj     | Dänemark       | 8:44,35    |
| 10    | Yvonne Murray      | Großbritannien | 8:44,52    |
| 11    | Alison Wyeth       | Großbritannien | 8:44,73    |
| 12    | Pauline Konga      | Kenia          | 8:46,66    |
| 13    | Ljudmila Borisowa  | Sowjetunion    | 8:51,49    |
| 14    | Shelly Steely      | USA            | 8:53,70    |
| 15    | Marie-Pierre Duros | Frankreich     | 9:08,31    |

## Video
- Women's 3000m Final World Champs in Tokyo 1991 auf youtube.com, abgerufen am 30. April 2020